# Antoine de Ligne
 (mai 2012).
Si vous disposez d'ouvrages ou d'articles de référence ou si vous connaissez des sites web de qualité traitant du thème abordé ici, merci de compléter l'article en donnant les références utiles à sa vérifiabilité et en les liant à la section « Notes et références ».
Antoine Marie Joachim Lamoral de Ligne, né à Bruxelles le 8 mars 1925, fut le chef de la famille princière belge de Ligne, de 1985 à son décès, survenu à Belœil le 21 août 2005.

## Biographie

### Famille
Antoine de Ligne était le deuxième fils et le cadet des quatre enfants du prince Eugène de Ligne, 11e prince de Ligne (1893-1960) et de Philippine de Noailles (1898-1991), des ducs de Noailles, de Mouchy et Poix. 
Il épouse la princesse Alix de Luxembourg le 17 août 1950. Née au château de Colmar-Berg en 1929, elle est le sixième et dernier enfant de la grande-duchesse Charlotte de Luxembourg (1896-1985), et du prince Félix de Bourbon-Parme (1893-1970), prince de Luxembourg et prince de Nassau. Avec ses deux frères Jean et Charles et ses trois sœurs Elisabeth, Marie-Adélaïde et Marie-Gabrielle, Alix passe une enfance paisible au château de Colmar-Berg jusqu'à la Seconde Guerre mondiale. En mai 1940, les Allemands envahissent le Grand-Duché. C'est le début d'un exil de cinq ans au Portugal, aux États-Unis et au Canada. 
Alix retrouve son pays le 14 avril 1945 en descendant, avec ses parents et son frère Jean, de l'avion privé du général Eisenhower, sur le tarmac de l'aéroport de Luxembourg. Ils effectuent ensuite une traversée triomphale de la capitale jusqu'au palais grand-ducal.

### Un aviateur
Antoine de Ligne quitte la Belgique à l'âge de 18 ans (il reçut le 23 août 1944 la Croix des évadés) et parvient à Londres où il s'engage en 1943 comme pilote au sein de la Royal Air Force. Il fait ensuite une carrière militaire à la Force Aérienne Belge. Il est nommé successivement aux grades de caporal, sergent, sergent aviateur, sous-lieutenant auxiliaire d'aéronautique, lieutenant d'aéronautique, lieutenant aviateur, capitaine aviateur et enfin capitaine-commandant aviateur en 1954. Le 1er septembre 1955, il démissionne du cadre des officiers de carrière et passe dans le cadre de réserve.
Dans les années 1950, il reçoit une série de distinctions honorifiques (voir ci-dessous).
Il obtient en 1951 le titre du Cadet du Travail en sa qualité de capitaine aviateur. Président de l'Union Nationale des Cadets du Travail, il est nommé parmi les premiers administrateurs de l'institut royal des élites du travail en 1954. Depuis, il ne cesse de promouvoir les activités de l'Institut tout au long de sa vie. En raison de son engagement, il obtient successivement les titres de Cadet d'Honneur du Travail en 1965 et de Lauréat du Travail honoris causa en 1969.

### Exploration de l'Antarctique
Le 12 novembre 1957, il va représenter la Belgique pendant dix-sept mois aux travaux de l'Année géophysique internationale. L'objectif était d'explorer les terres inconnues d'Antarctique, difficiles à répertorier géographiquement. Ce travail permettrait d'installer des points de ravitaillement et de réaliser des observations stratégiques pour les équipes futures. Antoine de Ligne participe à deux expéditions belges en Antarctique.
Les membres de l'expédition, dirigée par le commandant Gaston de Gerlache construisent en premier lieu la Base Roi Baudouin. Afin de ne pas manquer de vivres et de matériel lors des raids, des dépôts sont installés en d'autres endroits.
La base construite, les observations scientifiques et géographiques purent commencer. Les hommes indispensables au bon fonctionnement de la base restaient sur place afin de faire fonctionner les appareils de la station. Second pilote et assistant météorologue, Antoine de Ligne fait partie des expéditions. Le but des raids était d'explorer une chaîne de montagnes situées à 150 km de la base, les Sor Rondanes, et de pousser 120 km au sud-est afin d'explorer de nouvelles montagnes répertoriées et aperçues lors des premiers vols de reconnaissance. Celles-ci deviendront ensuite les Montagnes Belgica, du nom du fameux trois-mâts belge que l'explorateur Adrien de Gerlache de Gomery, père de Gaston, dirigea pour une mission scientifique le long des côtes inconnues de l'Antarctique de 1897 à 1899.
Le 5 décembre 1958, voulant rejoindre le commandant de Gerlache et le géodésien Loodts, l'avion d'Antoine de Ligne et du mécanicien Hulshagen heurte à l'atterrissage des glaces figées pouvant atteindre un mètre de haut. Les quatre naufragés s'abritèrent sous la tente pendant quelques jours et attendirent d'éventuels secours. Ils disposaient chacun de 15 jours de vivres.
Après avoir laissé un message dans l'avion couché sur le flanc, signalant leurs intentions, les quatre hommes décident, le 11 décembre, d'entreprendre le voyage de retour à la Base Roi Baudouin par leurs propres moyens. Mais ils progressent difficilement à cause du mauvais temps : 20 km par jour au mieux.
Inquiets de la disparition de leurs compagnons, les autres membres de l'expédition lancent un appel au secours. Installés en Antarctique à 1 200 km de la Base Roi Baudouin, les scientifiques soviétiques proposèrent par radio de venir en aide aux Belges à condition que ceux-ci aient de l'essence en suffisance pour couvrir le sauvetage.
Après deux jours de recherches, le C47 de la base de Mirny découvrit l'avion Auster d'Antoine de Ligne et le message laissé par les Belges. Le lendemain, ils aperçurent un camp abandonné : tentes vides, matériel et vivres éparpillés, traîneau retourné et cassé, appareil photo et d'autres objets appartenant aux quatre naufragés. On apprit plus tard qu'ils s'étaient défaits du superflu pour progresser plus rapidement.
Le pilote russe Victor Perov passe la contrée au peigne fin et parvient à les localiser, sains et saufs.
Le jeudi 2 avril 1959, 25 000 personnes s'étaient déplacées sur les quais d'Ostende afin d'y accueillir les membres de l'expédition qui revenaient en Belgique à bord du « Polarhov ». Le roi Baudouin, Charles de Luxembourg et la famille de Ligne montèrent à bord.
Antoine de Ligne et sa famille prennent ensuite la direction de Belœil. Les rues menant à la maison communale sont pavoisées et garnies d'arcades printanières. Les fenêtres des maisons et du château arborent les drapeaux belge et ceux des Ligne. La foule envahit la grand-place, l'entrée et les pelouses du château. Le cortège est accueilli par La Brabançonne. Arborant une barbe d'explorateur et vêtu de l'uniforme des membres de l'expédition, Antoine de Ligne est accueilli par le bourgmestre Jean Dulac, les responsables politiques communaux, les enfants des écoles, les groupements patriotiques, les associations culturelles et folkloriques locales, le doyen de Belœil, etc.

### Belœil
Après sa carrière militaire et ses expéditions en Antarctique, Antoine de Ligne consacre la majeure partie de son temps à la préservation du château et du parc de Belœil. Il est à l'origine de l'exposition annuelle d'amaryllis dans les salons du château (en mai) et des Nuits musicales de Belœil (en août), qui attirent chaque année environ 15 000 personnes. Mais il aura de nombreuses autres activités. Il sera de 1966 à 1976 le premier président de WWF-Belgique.
Pilote et propriétaire de ballons à air chaud, il est de 1959 à 1977 le président de l'Aéro-Club royal de Belgique, puis en 1981 et 1982 président de la FAI (Fédération Aéronautique Internationale).
Lorsque l'Aéro-Club royal de Belgique fêta son 75e anniversaire en 1976, Antoine de Ligne remit la montgolfière à l'honneur en créant le premier challenge international qui porte son nom.
Le 25 août 1979, Antoine de Ligne visite la ville de Beloeil au Québec.  Il est reçu à l'hôtel de ville par le maire, Jacques Meunier, en présence des conseillers municipaux, du député du comté de Verchères à l'Assemblée nationale du Québec, Jean-Pierre Charbonneau, et des membres du conseil d'administration de la Société d'histoire et de généalogie de Beloeil -- Mont-St-Hilaire.  En soirée, il prononce une conférence devant les membres de la société d'histoire.  Ému par l'accueil qu'on lui réserve, Antoine de Ligne s'engage alors à étendre à tous les Beloeillois, l'accès gratuit au château de Beloeil, privilège alors réservé aux seuls habitants de Beloeil en Belgique.
Afin de subvenir à l'entretien du château de Belœil, Antoine de Ligne et ses enfants mirent en vente près de 300 lots de vêtements et accessoires le 14 janvier 2004 à l'hôtel Drouot à Paris. Cette vente rapporta 400 000 euros (16 millions de BEF) ; certaines tenues furent vendues dix fois au-dessus de l'estimation.
Le lot le plus ancien était une veste de chasse en faille, couleur corail, remontant aux années 1715-1720. La majeure partie de cette garde-robe s'échelonnait sur deux siècles, de 1740 à 1940. Son origine princière expliquait le raffinement de chaque tenue. Ces toilettes avaient été peu portées. La fraîcheur des étoffes résultait aussi du soin avec lequel elles avaient été rangées. Toutes les pièces n'avaient pas nécessairement servi à Belœil : des billets manuscrits ou des chiffres brodés indiquaient que certaines provenaient des héritages des princes de Ligne. Un exemple : le lot 210 était constitué de 50 paires de gants ayant appartenu à la princesse de Poix, la grand-mère d'Antoine de Ligne, durant le Second Empire et la Belle Époque.

### Vie sociale
À la suite du décès sans descendance de son frère Baudouin de Ligne, en mars 1985, Antoine reçoit les titres héréditaires de 13e prince de Ligne et du Saint-Empire, prince d'Amblise, prince d'Epinoy et Grand d'Espagne. Il est fait chevalier de l'ordre de la Toison d'or.
Dans le domaine social, il fut bailli grand croix d'honneur et de dévotion de l'ordre souverain de Malte. Il occupa la présidence de l'Association belge de l'ordre de Malte de 1986 à 1994. Il reçut la grand-croix du Mérite de l'ordre pro Merito Melitensi avec plaque et grand cordon.
À partir de 1995, le prince et son épouse accordèrent leur patronage à l'asbl Fonds voor het Zeepreventorium De Haan, au profit des enfants et adolescents atteints d'une maladie chronique, que cet institut accueille à la côte belge.

### Fin de vie
Le 9 juillet 2005, Antoine et Alix de Ligne assistèrent au premier mariage de la nouvelle génération : leur petite-fille Élisabeth (fille du Prince Wauthier de Ligne et de la Princesse née Régine de Renesse) devint l'épouse du baron Baudouin Gillès de Pélichy.
Quelques heures après avoir assisté à la messe dominicale à la basilique de Tongre-Notre-Dame, Antoine de Ligne décéda le dimanche 21 août 2005 au château de Belœil. Il souffrait d'angine de poitrine depuis un certain temps et fut victime d'une crise cardiaque. Tous les drapeaux de la commune de Belœil furent mis en berne dès le lendemain.
Les funérailles d'Antoine de Ligne eurent lieu le samedi 27 août 2005 en présence de très nombreuses personnalités. Plusieurs commerces fermèrent leurs portes en signe de deuil durant la cérémonie. Une première voiture emmenant sa veuve et le grand-duc Jean de Luxembourg quitta le château pour gagner l'église Saint-Pierre qui jouxte le domaine princier. Ils furent suivis par la reine Fabiola qui représentait la famille royale belge.
À la suite du décès du prince Antoine, son fils aîné Michel de Ligne (°1951) est devenu le 14e chef de la famille princière de Ligne.

### Titres
- 13e prince de Ligne,
- Prince d'Amblise et d'Épinoy.
- Grand d'Espagne.

### Décorations
- Croix des Évadés 1940-1945 ;
- Médaille commémorative de la Guerre 1940-1945 ;
- Médaille du Volontaire de Guerre, ;
- Médaille du Volontaire de Guerre combattant ;
- Croix de Chevalier puis d'Officier de l'ordre de la Couronne ;
- Croix de Chevalier de l'ordre de Léopold II ;
- Croix de Chevalier de l'ordre de Léopold ;
- Chevalier de l'ordre autrichien de la Toison d'or (30 novembre 2000) ;
- Ordre souverain de Malte :
  - Grand-croix du Mérite de l'ordre pro Merito Melitensi avec plaque et grand cordon ;
  - Bailli grand croix d'honneur et de dévotion de l'ordre souverain de Malte.

### Vie familiale
Antoine et Alix de Ligne ont eu sept enfants : 
- Michel Charles Eugène Marie Lamoral, 14e prince de Ligne (Belœil, 26 mai 1951), épouse à Rio de Janeiro le 10 mars 1981 la princesse Eléonore d'Orléans-Bragance (Rio de Janeiro, 20 mai 1953), de qui :
  - Alix Marie Isabelle Aldegonde Eleonore de Ligne (Bruxelles, 3 juillet 1984), épouse à Belœil le 18 juin 2016 le comte Guillaume de Dampierre (1985)
  - Henri Antoine Gabriël Wauthier Marie Lamoral de Ligne (Bruxelles, 1er mars 1989)
- Wauthier Philippe Félix Marie Lamoral de Ligne (Belœil 10 juillet 1952 - Tournai 15 août 2022[2]), épouse le 1er mai 1976 la comtesse Régine de Renesse (1955), de qui :
  - Philippe Michel Marie Lamoral de Ligne (Belœil, 29 mai 1977), épouse à Belœil le 4 octobre 2008 Laetitia Rolin (petite-fille du baron Paul Rolin).
  - Mélanie-Yolande de Ligne (Belœil, 19 juin 1979), épouse le 17 septembre 2011 en l'église Saint-Pierre de Beloeil, M. Paul Weingarten ;
  - Elisabeth-Eleonore de Ligne (Belœil, 27 juin 1983), épouse à Belœil le 9 juillet 2005 le baron Baudouin Gillès de Pélichy, de qui :
    - Antoine Gillès de Pélichy, (Woluwe-St-Lambert, 5 juillet 2006) ;
- Anne Marie Jeanne Isabelle de Ligne (Belœil, 3 avril 1954), épouse à Belœil le 30 mai 1981 Olivier Mortgat (mariage dissous en 2001), de qui :
  - Laure Mortgat, 28 mars 1983
  - Isabelle Mortgat, Quito, 2 janvier 1985
- Christine Elisabeth Marie de Ligne (Belœil, 11 août 1955), mariée le 25 septembre 1981 à Belœil à Antoine d'Orléans-Bragance, prince impérial du Brésil, de qui :
  - Pedro Luiz d'Orléans Bragance (Rio de Janeiro 12 janvier 1983 - 1er juin 2009, à bord de l'avion AF 477 Rio-Paris, perdu en mer)
  - Amelia Maria d'Orléans Bragance (Bruxelles 15 mars 1984)
  - Rafaël Antonio d'Orléans Bragance (Rio de Janeiro 24 avril 1986)
  - Maria Gabriela d'Orléans Bragance (Rio de Janeiro 8 juin 1989)
- Sophie Léontine Charlotte Marie Gabrielle de Ligne (Belœil, 23 avril 1957), épouse à Belœil le 26 juin 1982 le comte Philippe de Nicolaÿ (mariage dissous en 1998), de qui :
  - François de Nicolaÿ, Londres, 20 octobre 1989
  - Guy de Nicolaÿ, Paris, 19 décembre 1993
  - [Nicolas (Suisse 13 novembre 1989), d'une autre union du comte de Nicolay reconnu par jugement rendu le 6 novembre 2014][réf. nécessaire]
- Antoine Lamoral Charles Joseph Marie de Ligne (Colmar-Berg, 28 décembre 1959), épouse à Bruxelles le 16 juin 2001 la comtesse Jacqueline [dite Minthia] de Lannoy (1966), de qui :
  - Louis de Ligne (Bruxelles, 4 mars 2003)
  - Marie-Jacqueline de Ligne (Bruxelles, 29 septembre 2004)
  - Florence-Yolande de Ligne (Bruxelles 14 mars 2007)
- Yolande Marie Gabrielle de Ligne (Belœil, 16 juin 1964), épouse à Londres le 28 novembre 1994 Hugo Townsend (fils de Peter Townsend), de qui :
  - Marie Townsend, Londres, 29 avril 1995
  - Georges Townsend, Bruxelles, 16 mars 1997
  - James Townsend, Londres, 9 mai 1998
  - Bartholomew Townsend, Londres, 15 mai 2001

### Publications
- avec Bob Cools, Joseph de Ghellinck d'Elseghem, Andries Van den Abeele et Aquilin Janssens de Bisthoven, Livre Blanc du patrimoine culturel immobilier, Bruxelles, Fondation Roi Baudouin, 1981.
- Pas de 'lignée' sans les femmes, in: Revue Générale, nos 8-9, p. 63-72

## Pour approfondir